# Pegoplata palposa
Pegoplata palposa är en tvåvingeart som först beskrevs av Stein 1897.  Pegoplata palposa ingår i släktet Pegoplata och familjen blomsterflugor. Arten är reproducerande i Sverige. Inga underarter finns listade i Catalogue of Life.